# Partido Nacionalsocialista Obrero Danés
El Partido Nacionalsocialista Obrero Danés o Nacionalsocialista de los Trabajadores Daneses (en danés: Danmarks Nationalsocialistiske Arbejderparti; DNSAP) fue el mayor partido político de ideología nazi en Dinamarca antes y durante la Segunda Guerra Mundial.

## Historia
El partido se fundó el 16 de noviembre de 1924. Después del éxito de los llamados nazis en las elecciones alemanas del Reichstag de 1932, el partido imitó al Partido Nacional Socialista de los Trabajadores Alemanes (Partido Nazi) en Alemania, incluido el uso de la esvástica y el saludo de Hitler, el nombramiento de su fuerza de combate como SA e incluso el himno en una versión traducida de la canción de Horst Wessel, con el único fin de repetir el éxito alemán en Dinamarca. El partido era antisemita, aunque no en la misma medida que los nacionalsocialistas alemanes.
El partido tenía otras diferencias con los alemanes; como nacionalistas daneses, querían que la frontera danesa creciera hacia el sur para absorber todo el histórico Ducado de Schleswig, un movimiento que habría llevado a más alemanes étnicos al dominio danés. El DNSAP consideraba que los alemanes del norte y del sur de Schleswig eran en realidad daneses germanizados, que podrían ser devueltos políticamente a su origen danés. Los alemanes querían incorporar la parte norte de Schleswig al estado alemán. El DNSAP también apoyó los principios de lealtad a la monarquía danesa y la Iglesia de Dinamarca.
El partido fue liderado inicialmente por Cay Lembcke, bajo su liderazgo no fueron atraídos más que unos pocos cientos de integrantes y no lograron nada más que un apoyo menor en las elecciones de 1928.

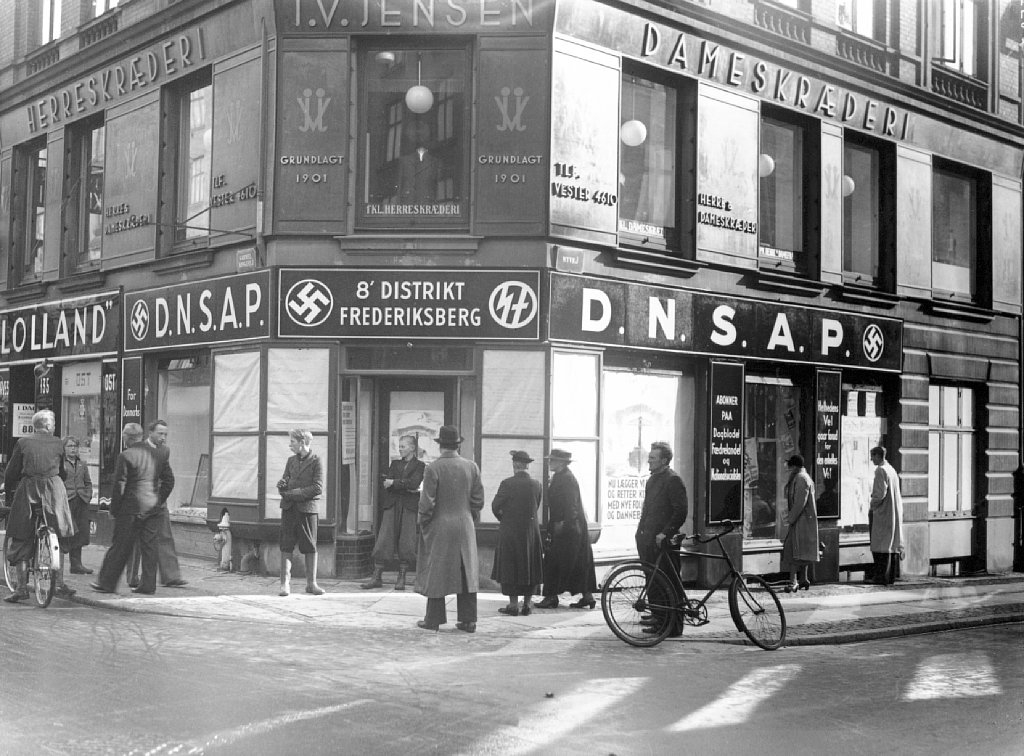
Oficina del DNSAP en Gammel Kongevej en Copenhague entre 1940 y 1942 en Frederiksberg.

Lembcke fue reemplazado en 1933 por Frits Clausen, quien concentró las actividades en su territorio natal al norte de Schleswig, de donde provendría la mayor parte del apoyo para el DNSAP. En las elecciones de 1939, con aproximadamente 5000 miembros, el partido ganó tres escaños en el Folketing (parlamento), que corresponde al 1,8% del voto popular.
El DNSAP apoyó la invasión de Hitler y la subsiguiente ocupación de Dinamarca el 9 de abril de 1940. El administrador alemán del territorio, Cecil von Renthe-Fink consideró realizar una transición a un gobierno nazi en Dinamarca a finales de 1940. Pero debido a la política de cooperación con el legítimo gobierno danés, se estimó que era mejor esperar hasta que Alemania ganara la guerra, aunque el DNSAP recibió cierto apoyo financiero y político de Alemania. Un factor importante que influyó en la decisión de Renthe-Fink fue el fracaso de la manifestación del partido el 17 de noviembre de 1940, planeada para ser la seña de la toma del poder político en Dinamarca. La manifestación fue confrontada por una multitud enorme y hostil, que superó ampliamente el número de los participantes, y los miembros del partido tuvieron que ser protegidos por la policía danesa. Después de la manifestación, la policía tuvo que acompañar a los participantes a un lugar seguro para evitar que fueran atacados y golpeados por los transeúntes.

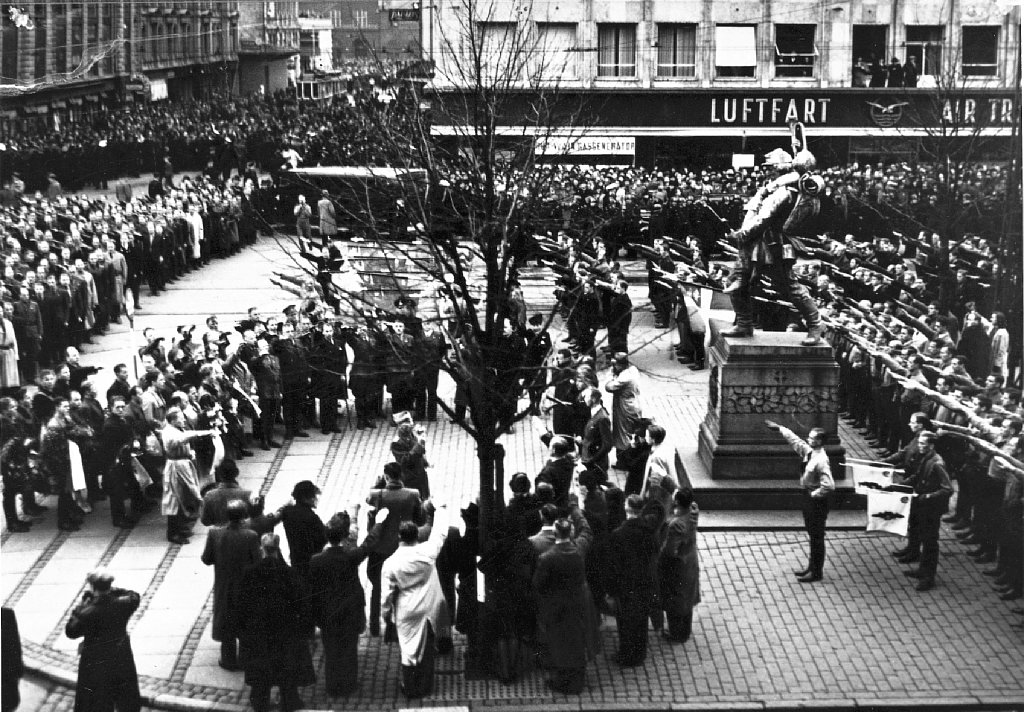
Desfile del DNSAP en la Rådhuspladsen el 17 de noviembre de 1940. El desfile se llevó a cabo con el intento del DNSAP de tomar el poder.

Una pequeña victoria para el DNSAP fue su papel en la organización del reclutamiento para las Waffen-SS y los Frikorps Danmark (Cuerpos Libres Daneses). El DNSAP no se incluyó en el gobierno de coalición en tiempos de guerra (1940 - 1943) y en las elecciones de 1943 apenas mejoró su resultado anterior a la guerra, ganando solo el 2.1% de los votos emitidos y tres escaños en el Folketing. El día después de las elecciones, decepcionados, renunciaron al apoyo financiero alemán, con la intención de tomar una línea nacional más puramente danesa.
Después del final de la Segunda Guerra Mundial, el partido se disolvió oficialmente en mayo de 1945 y perdió casi todo su apoyo popular. Sin embargo, algunas personas continuaron su trabajo bajo el nombre del partido anterior. El actual Movimiento Nacional Socialista de Dinamarca remonta sus orígenes al DNSAP.

## Resultados en las elecciones
| Elección | Votos       | Votos | Escaños | Escaños     |
| Elección | N°          | %     | N°      | +/-         |
| -------- | ----------- | ----- | ------- | ----------- |
| 1932     | 757 (#8)    | 0,1   | 0/148   |             |
| 1935     | 16.257 (#8) | 1,0   | 0/149   |             |
| 1939     | 31.032 (#8) | 1,8   | 3/149   | 3           |
| 1943     | 43.309 (#6) | 2,15  | 3/149   | Sin cambios |